# Jennifer Tilly
Pour les articles homonymes, voir Tilly et Chan.
Jennifer Chan, dite Jennifer Tilly, née le 16 septembre 1958 à Harbor City, en Californie, est une actrice américano-canadienne.
Elle est révélée en 1994 avec son rôle dans le film Coups de feu sur Broadway pour lequel elle est nommée pour l'Oscar de la meilleure actrice dans un second rôle. Par la suite, elle joue notamment dans les films Bound (1996), Menteur, menteur (1997) et Le Manoir hanté et les 999 Fantômes (2003). L'un de ses rôles les plus connus est celui de Tiffany Valentine dans la franchise Chucky, rôle qu'elle interprète pour la première fois dans La Fiancée de Chucky (1998) et qu'elle interprète dans trois autres films ainsi que dans la série télévisée, diffusée depuis 2021.
Elle fait aussi du doublage pour des personnages des films Stuart Little (1999), Monstres et Cie (2001) et La ferme se rebelle (2004). Depuis 1999, elle prête également sa voix au personnage de Bonnie Swanson dans la série télévisée d'animation Les Griffin.
Elle poursuit en parallèle une carrière de joueuse professionnelle de poker.

## Biographie

### Débuts au théâtre
Férue de théâtre, Jennifer Ellen Chan, qui prend pour nom de scène Jennifer Tilly, intègre le Stephen’s College du Missouri pour se consacrer à sa passion. Après ses études, elle emménage à Los Angeles et s’illustre dans des pièces de théâtre. Récompensée pour ses talents de comédienne, elle se voit décerner un Theater World Award et un Dramalogue Award.
Sa sœur cadette, Meg Tilly, est également comédienne.

### Carrière
En parallèle de ses activités théâtrales, elle apparaît dans les séries télévisées Capitaine Furillo, Les Enquêtes de Remington Steele et Clair de lune.
Remarquée pour son talent comique dans Susie et les Baker Boys de Steven Kloves, elle est sélectionnée pour l’Oscar de la meilleure actrice dans un second rôle grâce à sa performance dans Coups de feu sur Broadway de Woody Allen. Peu après, elle est à l’affiche du néo-film noir Bound des Wachowski où l’actrice joue une femme fatale aux côtés de Gina Gershon. De retour à la comédie, elle campe la cliente vénale et capricieuse de Jim Carrey dans Menteur, menteur de Tom Shadyac.
Jennifer Tilly interprète le personnage de Tiffany Valentine dans La Fiancée de Chucky, de Ronny Yu. Dans Le Fils de Chucky, la suite, elle interprète son propre rôle et joue de son image de fille frivole avec autodérision. Elle apparaît en caméo à la fin de La Malédiction de Chucky, et apparaît également dans Le Retour de Chucky ainsi que dans les trois saisons de Chucky, la série télévisée faisant suite au septième film. Dans la deuxième saison de Chucky, sa sœur Meg et les célébrités Gina Gershon, Sutton Stracke et Joe Pantoliano lui rendent visite le temps d'un épisode.
À sa filmographie s’ajoutent The Doors d'Oliver Stone, Guet-apens de Roger Donaldson, Dancing at the Blue Iguana de Michael Radford, et Le Manoir hanté et les 999 Fantômes de Rob Minkoff.
Jennifer Tilly prête aussi sa voix à des personnages à succès dont la poupée Tiffany dans La Fiancée de Chucky et Le Fils de Chucky, la souris Mme Camille Stout dans Stuart Little, Celia dans Monstres et Cie, et la vache Grace dans La ferme se rebelle pour le cinéma, et Bonnie Swanson dans Les Griffin, ainsi qu'elle-même dans l'épisode Gone Papi Gone de la vingt-quatrième saison des Simpson pour la télévision.
En 2005, elle fait un retour au cinéma dans Tideland, de Terry Gilliam.
En 2024, elle a rejoint le casting de la quatorzième saison de l'émission de télé-réalité Les Real Housewives de Beverly Hills en tant qu'amie des femmes aux foyer, grâce à son amitié avec Sutton Stracke.

## Poker
Jennifer Tilly est aussi une joueuse professionnelle de Poker. Elle commence le poker en 2003, coachée par son compagnon, le joueur professionnel Phil Laak.
En 2005, elle remporte un bracelet WSOP, sur l'event du 1k$ Ladies-Only NLHE des World Series of Poker 2005 et un gain de 158 335 dollars.
En 2007, elle apparait dans l'émission télévisé Poker After Dark (en). Elle se fait remarquer dans une main face à Patrik Antonius. Avec J♦ J♣ en main, elle décide de check back la river sur un board 10♠ J♥ 7♣ K♠ K♣. Avec un full, elle est alors en possession d'une main forte, et aurait dû relancer. Cette « mauvaise » décision laisse perplexe les joueurs professionnels assis à la table, notamment Phil Ivey et Jennifer Harman, et ouvre à la porte à de multiples commentaires et critiques sur internet,.
En 2012, elle double son propre personnage pour la série Les Simpson, dans un épisode dans lequel Lisa Simpson prend des cours de poker.

## Filmographie

### Cinéma

#### Années 1980
- 1984 : Pris sur le vif (No Small Affair) de Jerry Schatzberg : Mona
- 1985 : Les Zéros de conduite (Moving Violations) de Neal Israel : Amy Hopkins
- 1986 : Inside out de Robert Taicher : Amy
- 1987 : He's My Girl de Gabrielle Beaumont : Lisa
- 1987 : Meurtres en VHS (Remote Control) de Jeff Lieberman : Allegra James
- 1988 : Toutes folles de lui (Johnny Be Good) de Bud S. Smith : Connie Hisler
- 1988 : Rented Lips de Robert Downey Sr. : Mona Lisa
- 1988 : High Spirits de Neil Jordan : Miranda
- 1989 : Mauvaises Rencontres (Far from Home) de Meiert Avis : Amy
- 1989 : Deux dollars sur un tocard (Let It Ride) de Joe Pytka : Vicki
- 1989 : Susie et les Baker Boys (The Fabulous Baker Boys) de Steven Kloves : Blanche « Monica » Moran

#### Années 1990
- 1991 : The Doors d'Oliver Stone : la fille de l'Oklahoma
- 1991 : Scorchers de David Beaird : Talbot
- 1992 : Agaguk (Shadow of the Wolf) de Jacques Dorfmann et Pierre Magny : Igiyook
- 1993 : Made in America de Richard Benjamin : Stacy
- 1994 : Guet-apens (The Getaway) de Roger Donaldson : Fran Carvey
- 1994 : Trahisons (Double Cross) de Michael Keusch : Melissa
- 1994 : Coups de feu sur Broadway (Bullets Over Broadway) de Woody Allen : Olive Neal
- 1994 : L'Étreinte du vampire (Embrace of the Vampire) d'Anne Goursaud : Marika
- 1995 : La Loi du talion (Bird of Prey) de Temístocles López : Kily Griffith
- 1995 : L'Homme au Pistolet (Man with a Gun) de David Wyles : Rena Rushton / Kathy Payne
- 1995 : The Pompatus of Love de Richard Schenkman : Tarzaan
- 1996 : Edie & Pen de Matthew Irmas : Edie Piper
- 1996 : Bound des Wachowski : Violet
- 1996 : American Strays de Michael Covert : Patty Mae
- 1996 : Kid...Napping ! (House Arrest) de Harry Winer : Cindy Figler
- 1997 : Menteur, menteur (Liar Liar) de Tom Shadyac : Samantha Cole
- 1997 : The Wrong Guy de David Steinberg : Lynn Holden
- 1998 : Le Cygne du destin (Music From Another Room) de Charlie Peters : Nina
- 1998 : Relax... It's Just Sex de P.J. Castellaneta : Tara Ricotto
- 1998 : Parrain malgré lui (Hoods) de Mark Malone : Mary Crippa
- 1998 : La Fiancée de Chucky (Bride of Chucky) de Ronny Yu : Tiffany Valentine
- 1999 : La Muse (The Muse) d'Albert Brooks : elle-même
- 1999 : Goosed d'Aleta Chappelle : Charlene
- 1999 : Issue de secours (Do Not Disturb) de Dick Maas : Cathryn
- 1999 : Stuart Little de Rob Minkoff : Camille Stout (voix)
- 1999 : Les Adversaires (Play It to the Bone) de Ron Shelton : une fan des Ringside

#### Années 2000
- 2000 : Jeu mortel (Cord) de Sidney J. Furie : Helen
- 2000 : Bruno de Shirley MacLaine : Dolores
- 2000 : The Crew de Michael Dinner : Ferris « Maureen » Lowenstein
- 2000 : Dancing at the Blue Iguana de Michael Radford : Jo
- 2001 : Dirt de Michael Covert et Tracy Fraim : Hooker
- 2001 : Fast Sofa de Salomé Breziner : Ginger Quail
- 2001 : Un parfum de meurtre (The Cat's Meow) de Peter Bogdanovich : Louella Parsons
- 2001 : Ball in the House de Tanya Wexler : Dot
- 2001 : Monstres et Cie (Monsters, Inc.) de Pete Docter et David Silverman : Celia Mae (voix)
- 2003 : Hollywood North de Peter O'Brian : Gillian Stevens
- 2003 : Jericho Mansions d'Alberto Sciamma : Donna Cherry
- 2003 : Le Manoir hanté et les 999 Fantômes (The Haunted Mansion) de Rob Minkoff : Madame Leota
- 2003 : Happy End d'Amos Kollek : Edna
- 2004 : Second Best d'Éric Weber : Carole
- 2004 : Perfect Opposites de Matt Cooper : Elyse Steinberg
- 2004 : La ferme se rebelle (Home on the Range) de Will Finn et John Sanford : Grace (voix)
- 2004 : El Padrino : Le Parrain Mexicain (El Padrino: The Latin Godfather) de Damian Chapa : Sebeva
- 2004 : Ralph (Saint Ralph) de Michael McGowan : Alice
- 2004 : Love on the Side de Vic Sarin : Alma Kerns
- 2004 : Le Fils de Chucky (Seed of Chucky) de Don Mancini : Tiffany Valentine / elle-même
- 2005 : The Civilization of Maxwell Bright de David Beaird : Dr. O'Shannon
- 2005 : Oscar, le chien qui vaut des milliards (Bailey's Billion$) de David Devine : Dolores Pennington
- 2005 : Tideland de Terry Gilliam : la reine Gunhilda
- 2006 : The Poker Movie de Jessica Landaw : elle-même
- 2006 : Intervention de Mary McGuckian : Jane
- 2008 : Deal de Gil Cates Jr. : Karen « Razor » Jones
- 2008 : The Caretaker de Bryce Olson : Miss Perry
- 2008 : Bart Got a Room de Brian Hecker : Melinda
- 2008 : Inconceivable de Mary McGuckian : Salome « Sally » Marsh
- 2009 : Baiyin diguo de Christina Yao : Mrs. Landdeck
- 2009 : Made in Romania de Guy J. Louthan : elle-même

#### Années 2010
- 2010 : The Making of Plus One de Mary McGuckian : Amber
- 2012 : 30 Beats d'Alexis Lloyd : Erika
- 2013 : Amelia’s 25th de Martín Yernazian : Miss Celie
- 2013 : Return to Babylon d'Alex Monty Canawati : Clara Bow
- 2013 : The Secret Lives of Dorks de Salomé Breziner : Ms. Stewart
- 2013 : La Malédiction de Chucky : Tiffany Valentine (caméo)
- 2015 : Unity (documentaire) de Shaun Monson : l'une des narratrice (voix)
- 2017 : Ray Meets Helen d'Alan Rudolph : Ginger
- 2017 : Le Retour de Chucky : Tiffany Valentine
- 2019 : 7 Days to Vegas d'Eric Balfour : Jennifer

#### Années 2020
- 2021 : High Holiday de Brian Herzlinger : Stephanie Cooksey
- 2024 : Sallywoood de Xaque Gruber : Joann

### Vidéos
- 1999 : Bartok le Magnifique (Bartok the Magnificent) de Don Bluth et Gary Goldman : Piloff (voix)
- 2005 : Lil' Pimp de Mark Brooks et Peter Gilstrap : Miss De La Croix (voix)
- 2013 : La Malédiction de Chucky (Curse of Chucky) de Don Mancini : Tiffany Valentine
- 2016 : Comme Cendrillon : Trouver chaussure à son pied (A Cinderella Story: If the Shoe Fits) de Michelle Johnston : Divine
- 2017 : Le Retour de Chucky (Cult of Chucky) de Don Mancini : Tiffany Valentine

### Télévision

#### Téléfilms
- 1993 : The Webbers (At Home with the Webbers) de Brad Marlowe : Miranda Webber
- 1994 : Mauvaise tête (Heads) de Paul Shapiro : Tina Abbot
- 1997 : Les Charmes de la vengeance (Bella Mafia) de David Greene : Moyra Luciano
- 2001 : Et Dieu créa Sœur Mary (Sister Mary Explains It All) de Marshall Brickman : Philomena Rostovich
- 2001 : The Kid de Larry Jacobs : la serveuse (voix)
- 2002 : La Splendeur des Amberson (The Magnificent Ambersons) d'Alfonso Arau : Fanny Minafer
- 2002 : Stage on Screen: The Women de Judy Kinberg et Jay Sandrich : Crystal Allen
- 2006 : L'Initiation de Sarah (The Initiation of Sarah) de Stuart Gillard : Eugenia Hunter
- 2009 : Les Malheurs de Chrissa (An American Girl: Chrissa Stands Strong) de Martha Coolidge : Mrs. Rundell

#### Séries télévisée
- 1983 : Oh Madeline : Laurie (saison 1, épisode 7)
- 1983 : Boone : Sonia (saison 1, épisode 10)
- 1984 : Shaping Up : Shannon Winters (rôle principal)
- 1984-1985 : Capitaine Furillo (Hill Street Blues) : Gina Srignoli (saison 5, 6 épisodes)
- 1985 : Les Enquêtes de Remington Steele (Remington Steele) : Eva Wilson / Blitzen (saison 4, épisode 9)
- 1986 : Stir Crazy : Karen (saison 1, épisode 9)
- 1986 : Cheers : Candi Pearson (saison 4, épisode 17)
- 1987 : It's Garry Shandling's Show : Angelica (saison 2, épisodes 6 et 7)
- 1989 : Clair de lune (Moonlighting) : Saundra (saison 5, épisode 4)
- 1992 : Dream On : Ryan (saison 3, épisode 12)
- 1993 : Key West : Savannah Sumner (rôle principal)
- 1997 : Gun : Phyllis (saison 1, épisode 4)
- depuis 1999 : Les Griffin (Family Guy) : Bonnie Swanson (voix - rôle récurrent)
- 2000 : Hé Arnold ! (Hey Arnold!) : Lola (voix - saison 5, épisode 8)
- 2000-2003 : Scruff : Tricks (voix - rôle principal)
- 2004 : Frasier : Kim (saison 11, épisode 19)
- 2005-2006 : Out of Practice : Crystal (rôle principal)
- 2009 : The Cleveland Show : Bonnie Swanson (voix - saison 1, épisode 1)
- 2010 : Les Experts (CSI: Crime Scene Investigation) : Terpsie Pratt (saison 10, épisode 20)
- 2011 : Drop Dead Diva : Ginny (saison 3, épisode 3)
- 2011-2014 : Modern Family : Darlene (saison 3, épisode 7 et saison 5, épisode 13)
- 2012 : Les Simpson (The Simpsons) : elle-même (voix - saison 24, épisode 4)
- 2014 : Randy Cunningham, le ninja (Randy Cunningham: 9th Grade Ninja) : la sorcière (voix - saison 1, épisode 48)
- 2015 : Spun Out : Maggie Felgate (saison 2, épisode 2)
- 2018 : SuperMansion : Marjorie (voix - saison 3, épisode 14)
- 2020 : JJ Villard's Fairy Tales : le petit chaperon rouge (voix - saison 1, épisode 3)
- 2021 : Calls : la mère (voix - saison 1, épisode 2)
- 2021 : Monstres et Cie : Au travail (Monsters at Work) : Celia Mae (voix - rôle récurrent)
- 2021–2024 : Chucky : Tiffany Valentine (rôle récurrent)
- 2022 : Bee et PuppyCat (Bee and PuppyCat) : Violet (voix - saison 2, épisodes 8 et 16)
- 2023 : Bob l'éponge (SpongeBob SquarePants) : Petunia (voix - saison 13, épisode 17)

### Jeux vidéo
- 2014 : Family Guy : À la recherche des trucs (Family Guy: The Quest for Stuff) : Bonnie Swanson (voix)
- 2023 : Dead by Daylight : The Good Gal (Tiffany Valentine) (voix)

## Distinctions
Sauf indication contraire, les informations mentionnées dans cette section peuvent être confirmées par la base de données cinématographiques IMDb,  présente dans la section « Liens externes ».

### Récompenses
- Theatre World Award 1993 pour One Shoe Off
- International Fantasy Film Awards 1997 : meilleure actrice pour Bound
- Eyegore Awards 1998
- Fantafestival 2000 : meilleure actrice pour La Fiancée de Chucky
- GLAAD Media Awards 2006 : Golden Gate Award (gay et lesbiennes contre la diffamation)
- Festival international du film de San Diego2007 : meilleure actrice pour Intervention
- TheWIFTS Foundation International Visionary Awards 2010 : Prix The Barbara Tipple de la meilleure actrice pour Intervention et pour Inconceivable
- Garden State Film Festival 2021 : meilleure distribution pour 7 Days to Vegas (partagée avec d'autres interprètes du film)
- Saturn Awards 2022 : meilleur artiste invité pour Chucky

### Nominations
- ACE Awards 1989 : actrice dans une série comique pour It's Garry Shandling's Show
- Prix Gemini 1993 : meilleure performance d’une actrice dans un premier rôle dans un téléfilm dramatique ou une mini-série pour Heads (en)
- Oscars 1995 : meilleure actrice dans un second rôle pour Coups de feu sur Broadway
- American Comedy Awards 1995 : meilleure actrice dans un second rôle pour Coups de feu sur Broadway
- Saturn Awards 1997 : meilleure actrice dans un second rôle pour Bound
- MTV Movie Awards 1997 : meilleur baiser pour Bound, avec Gina Gershon
- Blockbuster Entertainment Awards 1998 : meilleure actrice dans un second rôle pour Menteur, menteur
- American Comedy Awards 1998 : meilleure actrice dans un second rôle pour Menteur, menteur
- Saturn Awards 1999 : meilleure actrice pour La Fiancée de Chucky
- DVDX Awards 2005 : meilleure actrice dans un film « direct-to-DVD » pour Ball in the House
- MTV Movie Awards 2005 : performance la plus effrayante pour Le Fils de Chucky

## Voix françaises
Si l’actrice n’a pas de voix française régulière en France, Déborah Perret est celle l’ayant le plus doublée, et qui plus est à trois reprises.
Camille Cyr-Desmarais est la voix de Jennifer Tilly au Québec l’ayant doublée à cinq reprises, tandis que Lisette Dufour et Linda Roy l’ont aussi doublée trois fois chacune.